# کنش گفتاری
اصطلاح کُنِشِ گفتاری از اصطلاحات زبان‌شناسی و فلسفه زبان است.
کنش گفتاری به عملی گفته می‌شود که در نتیجه یک گفته عمدی رخ می‌دهد. زمانی که گفته‌ای تحریک‌آمیز و عمدی بیان می‌شود به قصد اینکه جریان یا کنشی به راه بیفتد هم صحبت از کنش گفتاری می‌کنیم.
از نمونه‌های دیگر کنش گفتاری می‌توان سلام کردن، پوزش‌خواهی، توصیف یک چیز، پرسیدن، دستور دادن، قول دادن و غیره را نام برد.
کنش گفتاری، بیشتر به بررسی اَشکال و قاعده‌های کنش غیربیانی می‌پردازد.